# Многопольне
Многопо́льне (рос. Многопольное) — селище (колишнє село) у складі Красногорського району Алтайського краю, Росія. Входить до складу Березовської сільської ради.
Стара назва — Многопольний.

## Населення
Населення — 40 осіб (2010; 137 у 2002).
Національний склад (станом на 2002 рік):
- росіяни — 97 %